# Бассерсдорф
Бассерсдорф (нім. Bassersdorf) — місто  в Швейцарії в кантоні Цюрих, округ Бюлах.

## Географія
Місто розташоване на відстані близько 105 км на північний схід від Берна, 11 км на північний схід від Цюриха.
Бассерсдорф має площу 9 км², з яких на 30,7% дозволяється будівництво (житлове та будівництво доріг), 37,6% використовуються в сільськогосподарських цілях, 30,9% зайнято лісами, 0,8% не є продуктивними (річки, льодовики або гори).

## Демографія
2019 року в місті мешкало 11 824 особи (+6,7% порівняно з 2010 роком), іноземців було 24,9%. Густота населення становила 1309 осіб/км².
За віковим діапазоном населення розподілялося таким чином: 20,8% — особи молодші 20 років, 62,8% — особи у віці 20—64 років, 16,5% — особи у віці 65 років та старші. Було 4997 помешкань (у середньому 2,3 особи в помешканні).
Із загальної кількості 4597 працюючих 34 було зайнятих в первинному секторі, 961 — в обробній промисловості, 3602 — в галузі послуг.